# Hudson (Wyoming)
Hudson es un pueblo ubicado en el condado de Fremont, Wyoming, Estados Unidos. Según el censo de 2020, tiene una población de 431 habitantes.

## Geografía
La localidad está ubicada en las coordenadas 42°54′10″N 108°34′55″O / 42.90278, -108.58194 (42.902698, -108.581993). Según la Oficina del Censo, tiene un área total de 1.10 km², correspondientes en su totalidad a tierra firme.

### Localidades adyacentes
El siguiente diagrama muestra a las localidades en un radio de 68 kilómetros (42,3 mi) de Hudson.

## Demografía
En el 2000, los ingresos promedio de los hogares eran de $26.563 y los ingresos promedio de las familias eran de $34.375. Los ingresos per cápita de la localidad eran de $15.515. Los hombres tenían un ingreso per cápita de $30.469 contra $19.125 para las mujeres. Alrededor del 13.10% de la población estaba bajo el umbral de pobreza nacional.
Según la estimación 2016-2020 de la Oficina del Censo, los ingresos promedio de los hogares son de $48.500 y los ingresos promedio de las familias son de $72.708. Alrededor del 7.1% de la población está bajo el umbral de pobreza nacional.